# Live in Paris & Ottawa 1968
Live in Paris & Ottawa 1968  album je američkog glazbenika Jimija Hendrixa, postumno objavljen 5. rujna 2008. godine od izdavačke kuće Dagger Records.

## O albumu
Album sadrži snimke s Experiencovog nastupa održanog 29. siječnja 1968. u the Olympia Theatru u Parizu i 19. ožujka 1968. godine u the Capitol Theatru u Ottawi, Kanada. Pjesme izvedene u Parizu ranije su već objavljene na box setu pod nazivom Stages, dok pjesme s nastupa u Ottawi prethodno nisu objavljene, a izvedene su prve večeri koncerta. Drugi nastup prethodno je objavljen na uživo albumu Live in Ottawa. Koncerti su dio Experiencove svjetske turneje koja se održala prilikom objavljivanja njihovog studijskog albuma Axis: Bold as Love.

## Popis pjesama
Sve pjesme napisao je Jimi Hendrix, osim gdje je to drugačije naznačeno.
| 1. | »Killing Floor«       | Chester Arthur Burnett | 4:32 |
| 2. | »Catfish Blues«       | Robert Petway          | 8:46 |
| 3. | »Foxey Lady«          |                        | 5:29 |
| 4. | »Red House«           |                        | 4:24 |
| 5. | »Drivin' South«       |                        | 9:24 |
| 6. | »The Wind Cries Mary« |                        | 3:55 |
| 7. | »Fire«                |                        | 4:16 |
| 8. | »Little Wing«         |                        | 3:40 |
| 9. | »Purple Haze«         |                        | 5:59 |

| 1. | »Sgt. Pepper's Lonely Hearts Club Band« | John Lennon, Paul McCartney | 2:16 |
| 2. | »Fire«                                  |                             | 3:29 |
| 3. | »Purple Haze«                           |                             | 5:15 |

## Izvođači
- Jimi Hendrix – električna gitara, vokal
- Mitch Mitchell – bubnjevi
- Noel Redding – bas-gitara